# انگ هیان

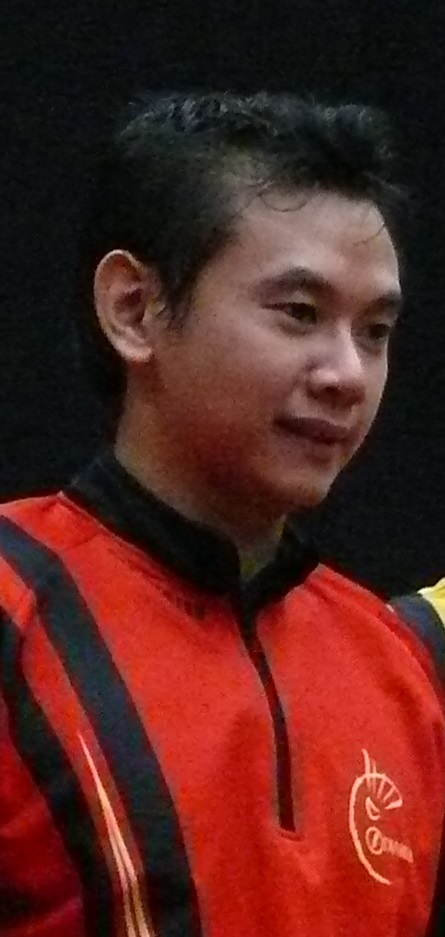
انگ هیان در سال ۲۰۰۶

انگ هیان (انگلیسی: Eng Hian؛ زادهٔ ۱۷ مهٔ ۱۹۷۷) بدمینتون‌باز اهل اندونزی است.